# Schloss Altheim
Das Schloss Altheim ist eine in Altheim im Alb-Donau-Kreis gelegene barocke Schlossanlage.

## Geschichte
Das Schloss Altheim wurde zwischen 1691 und 1705 für die Herren von Freyberg-Kriechingen errichtet. Die Familie von Freyberg war eine bedeutende Adelsfamilie in der Region, die das Schloss als ihren Hauptsitz nutzte. Das Schloss wurde im barocken Stil erbaut und ist eine vierseitig geschlossene Anlage um einen Innenhof. Das Hauptgebäude des Schlosses ist zweigeschossig und längsrechteckig. Im Inneren des Schlosses befinden sich Stuckdecken aus der Erbauungszeit, die die barocke Pracht des Gebäudes unterstreichen.
Im Laufe der Jahrhunderte wechselte das Schloss mehrfach den Besitzer.